# Skakavac (cascata Foča)
La cascata di Skakavac (in bosniaco Skakavac vodopad; in serbo Водопад Скакавац?) è un salto d'acqua del fiume Perućica in Bosnia ed Erzegovina, situata all'interno della foresta di Perućica, nel parco nazionale di Sutjeska.

## Descrizione

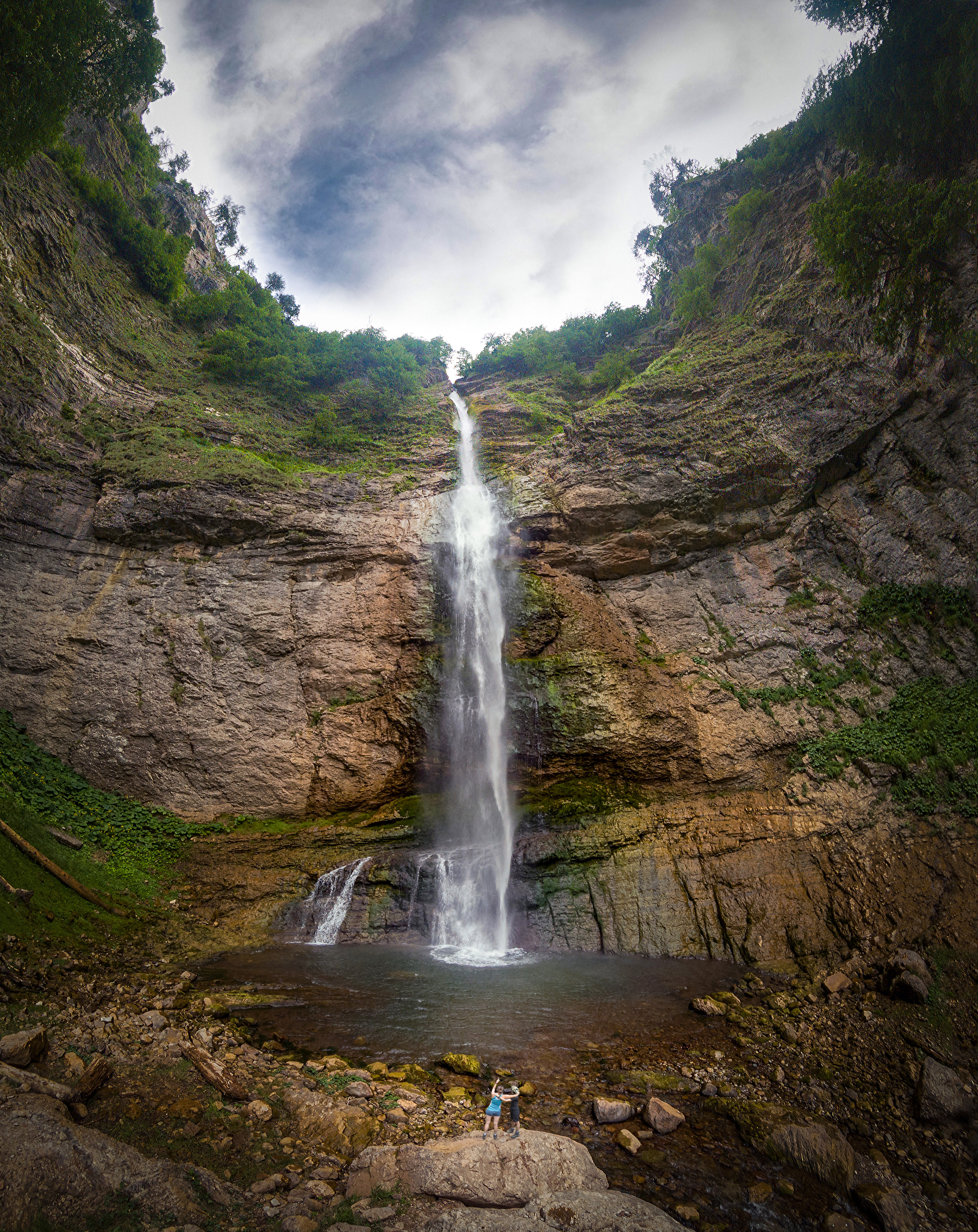
La cascata di Skakavac.

La cascata ha origine dal fiume Perućica che sorge dal monte Maglić (2 386 m), il più alto del Paese. Il fiume attraversa la foresta vergine di Perućica all'interno di un canyon e a metà del proprio corso precipita da una valle sospesa calcarea con un unico salto di 75 m. Dopo la cascata il fiume Perućica scorre fino a confluire nel fiume Sutjeska che separa il massiccio del Maglić dal monte Zelengora (2 014 m).